# Samuel Adams (birra)
Samuel Adams è una marca di birra statunitense prodotta dalla Boston Beer Company, nominata in onore del rivoluzionario americano con lo stesso nome (Samuel Adams 1722-1803).

## Storia
La birra Samuel Adams esiste ai suoi inizi soltanto come tipo lager, la Samuel Adams Boston Lager. Le sue origini risalgono al 1860, quando Louis Koch comincia la produzione a Saint Louis, nel Missouri. La Louis Koch Lager è venduta sotto questo nome fino al divieto, e nuovamente fino all'inizio degli anni 50.
Nel 1985, Jim Koch, la figlia più piccola Louis Koch, decide di aumentare il reddito con l'aiuto di Josepth Owades, l'inventore della birra leggera negli anni 70. Infatti in aprile di quest'anno, rilancia la birra sotto la marca Samuel Adams, il giorno della prima battaglia della rivoluzione americana, Patriot's Day.
Tre mesi più tardi, la birra ottiene il primo posto al Great American Beer Festival, fra 93 birre regionali e nazionali. La pubblicità che ne deriva fa scalare la richiesta e presto la Boston Beer Company passa dallo statuto di microbrasserie con 500 barili (la sua produzione alla fine del 1985), a quella del più gran fabbricante di birra artigianale con 36.000 barili all'anno nel 1988, l'anno dove la società stabilisce la sua industria della birra a Boston.
Oggi la birra Samuel Adams è prodotta in molte industrie della birra negli Stati Uniti: la Boston Beer nel quartiere Jamaica Plain a Boston, e la Pittsburgh Brewing Company e la Stroh Brewery Company in Pennsylvania, la Blitz-Weinhard Brewing Company per la costa occidentale americana, e la Gambrinus in Germania per la produzione distribuita in Europa.

## Le Birre
Nel 2005, Boston Beer ha venduto 18 birre diverse sotto la marca Samuel Adams, e 19 nel 2006. Il prodotto di spicco resta la lager, viene declinata in versione leggera (Sam Adams Light). L'industria della birra vende anche una serie di birre specializzate sotto l'etichetta Brewmaster's Collection, e la birra di stagione e dagli anni 90 delle birre specialità sotto la designazione Extreme Beers, in particolare la Samuel Adams Utopias, una birra circa al 25% d'alcool fermentata e messa in barili di Bourbon, porto, scotch e cognac fino a 10 mesi secondo un metodo vicino a quello delle birre doppie o tripli (quest'ultimo non è del resto venduto in alcuni stati a causa del suo forte grado d'alcool).

### Prodotti principali
- Samuel Adams Boston Lager (dal 1984, con il 4,9% di alcool)
- Sam Adams Light (dal 2001, con il 4,05% di alcool)

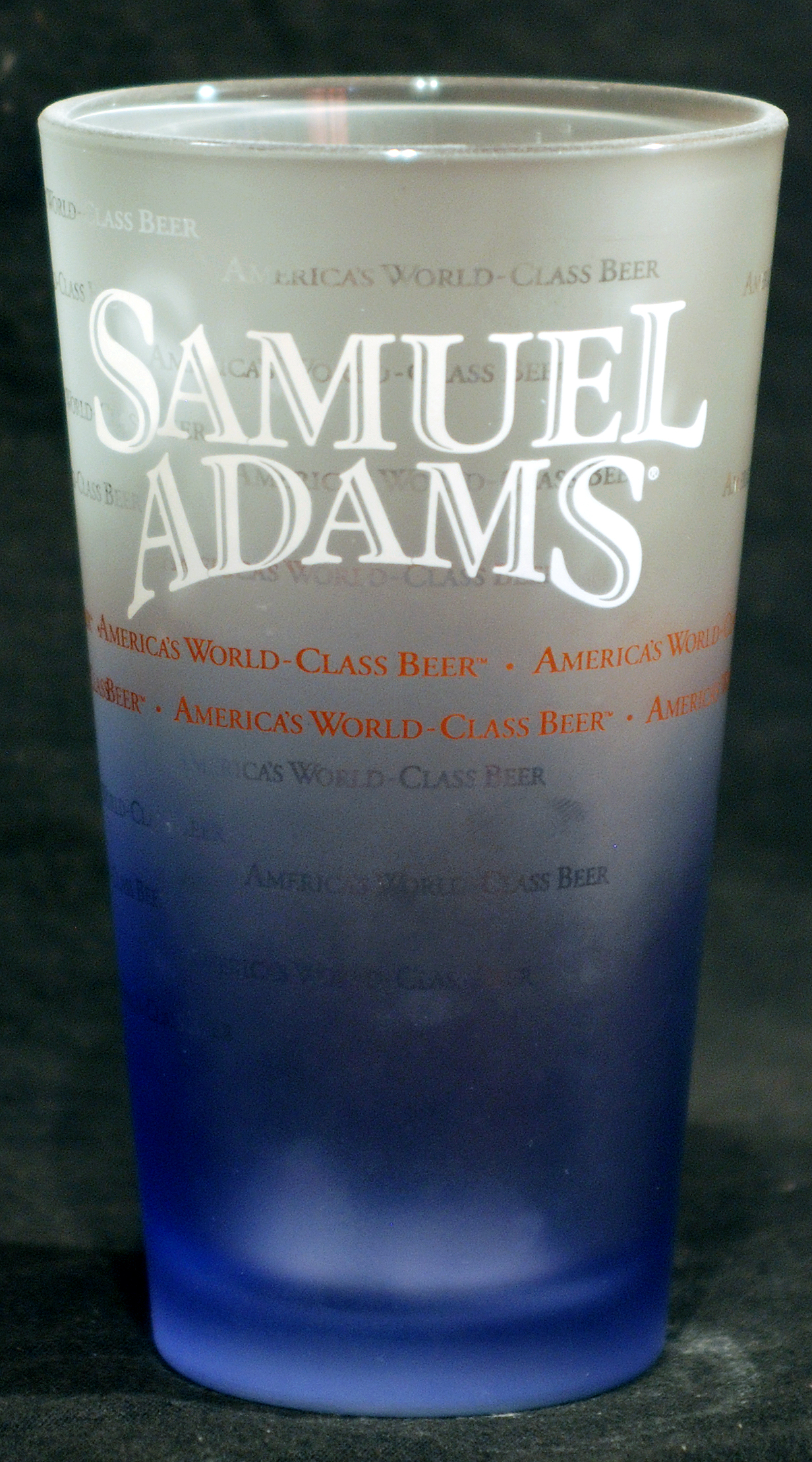
Bicchiere della birra Samuel Adams

### Brewmaster's Collection
- Samuel Adams Boston Ale (dal 1988, con il 5,1% di alcool)
- Samuel Adams Cherry Wheat (dal 1995, con il 5,5% di alcool)
- Samuel Adams Cream Stout (dal 1991, con il 4,9% di alcool)
- Samuel Adams Hefeweizen (dal 2003, con il 5,4% di alcool)
- Samuel Adams Pale Ale (dal 1999, con il 5,4% di alcool)
- Samuel Adams Scotch Ale (dal 1995, con il 5,4% di alcool)
- Samuel Adams Black Lager (dal 2004, con il 4,9% di alcool)
- Samuel Adams Brown Ale (dal 2005, con il 5,35% di alcool)
- Samuel Adams honey Porter (dal 2006, con il 5,45% di alcool)

### Birre di stagione
- Samuel Adams White Ale (dal 1997, con il 5,4% di alcool)
- Samuel Adams Double Bock (dal 1988, con l'8,8% di alcool)
- Samuel Adams Summer Ale (dal 1995, con il 5,3% di alcool)
- Samuel Adams Octoberfest (dal 1989, con il 5,4% di alcool)
- Samuel Adams Winter Lager (dal 1989, con il 5,8% di alcool)
- Samuel Adams Old Fezziwig Ale (dal 1995, con il 5,9% di alcool)
- Samuel Adams Cranberry Lambic (dal 1990, con il 5,9% di alcool)
- Samuel Adams Holiday Porter (dal 2004, con il 5,8% di alcool)

### Extreme Beers
- Samuel Adams Utopias (dal 2001, con il 25,6% di alcool)
- Samuel Adams Chocolate Bock (dal 2003, con il 5,5% di alcool)
- Samuel Adams Millennium (dal 1999, con il 20% di alcool)
- Samuel Adams Triple Bock (dal 1994, con il 18% di alcool)
- Samuel Adams Hallertau Imperial Pilsner (dal 2005, con l'8,8% di alcool)
- Samuel Adams Hallertau 24 (dal 2006, con il 5,1% alcool)

## Premi e riconoscimenti

### Monde Selection
Samuel Adams è stato premiato più volte per la sua qualità da Monde Selection.

### European Beer Star
Segue la lista dei premi vinti nel concorso internazionale European Beer Star.
- Nel 2004 Samuel Adams Holiday Porter, la medaglia d'oro nella categoria Porter
- Nel 2004 Samuel Adams Cream Stout, la medaglia d'oro nella categoria Stout
- Nel 2005 Samuel Adams Octoberfest, la medaglia d'oro nella categoria Märzen in stile tedesco
- Nel 2005 Samuel Adams Boston Lager, la medaglia di bronzo nella categoria Pilsner in stile boemo
- Nel 2005 Samuel Adams Cream Stout, la medaglia d'argento nella categoria Stout
- Nel 2006 Samuel Adams Holiday Porter, la medaglia d'oro nella categoria Porter
- Nel 2006 Samuel Adams Black Lager, la medaglia d'oro nella categoria Schwarzbier in stile tedesco
- Nel 2006 Samuel Adams Honey Porter, la medaglia d'oro nella categoria Birra al miele
- Nel 2006 Samuel Adams Cherry Wheat, la medaglia d'oro nella categoria Birra alla frutta
- Nel 2007 Samuel Adams Boston Ale, la medaglia di bronzo nella categoria Altbier nello stile di Düsseldorf
- Nel 2007 Samuel Adams Holiday Porter, la medaglia d'oro nella categoria Porter
- Nel 2007 Samuel Adams Black Lager, la medaglia d'argento nella categoria Schwarzbier in stile tedesco
- Nel 2007 Samuel Adams Cream Stout, la medaglia d'oro nella categoria Imperial Stout
- Nel 2007 Samuel Adams Honey Porter, la medaglia di bronzo nella categoria Birra al miele
- Nel 2007 Samuel Adams Old Fezziwig, la medaglia d'argento nella categoria Birra speziata o alle erbe
- Nel 2008 Samuel Adams Boston Ale, la medaglia d'argento nella categoria Altbier nello stile di Düsseldorf
- Nel 2008 Samuel Adams Cream Stout, la medaglia di bronzo nella categoria Imperial Stout
- Nel 2008 Samuel Adams Honey Porter, la medaglia d'argento nella categoria Birra al miele
- Nel 2009 Samuel Adams Octoberfest, la medaglia di bronzo nella categoria Märzen in stile tedesco
- Nel 2009 Samuel Adams Imperial Stout, la medaglia d'argento nella categoria Imperial Stout
- Nel 2009 Samuel Adams Cream Stout, la medaglia di bronzo nella categoria Imperial Stout
- Nel 2009 Samuel Adams Honey Porter, la medaglia d'oro nella categoria Birra al miele
- Nel 2010 Samuel Adams Honey Porter, la medaglia di bronzo nella categoria Birra al miele
- Nel 2011 Samuel Adams Holiday Porter, la medaglia di bronzo nella categoria Porter
- Nel 2011 Samuel Adams Honey Porter, la medaglia d'oro nella categoria Birra al miele
- Nel 2011 Samuel Adams Utoplas 2011, la medaglia d'argento nella categoria Birra forte invecchiata in botti di legno

### Great American Beer Festival
Segue la lista dei premi vinti nel concorso statunitense Great American Beer Festival.
- Nel 1985 con la Samuel Adams Boston Lager, il primo posto nella categoria Consumer Preference Poll[3]
- Nel 1986 con la Samuel Adams Boston Lager, il primo posto nella categoria Consumer Preference Poll[3]
- Nel 1987 con la Samuel Adams Festival Lager, il primo posto nella categoria Consumer Preference Poll[3]
- Nel 1987 con la Samuel Adams Boston Lager, la medaglia d'oro nella categoria Continental Pilsners[3]
- Nel 1989 con la Samuel Adams Boston Stock Ale, la medaglia d'oro nella categoria Alts[4]
- Nel 1989 con la Samuel Adams Boston Lager, il primo posto nella categoria Consumer Preference Poll[4]
- Nel 1990 con la Samuel Adams Double Bock, la medaglia d'oro nella categoria Doppelbocks[5]
- Nel 1990 con la Samuel Adams Boston Lager, la medaglia d'oro nella categoria European Pilsners[5]
- Nel 1991 con la Samuel Adams Boston Ale, la medaglia d'argento nella categoria Düsseldorf Style Altbiers[6]
- Nel 1992 con la Samuel Adams Boston Stock Ale, la medaglia d'oro nella categoria Düsseldorf Altbier[7]
- Nel 1992 con la Samuel Adams Dunkelweizen, la medaglia d'argento nella categoria German Wheat[7]
- Nel 1993 con la Samuel Adams Octoberfest, la medaglia d'argento nella categoria Lager, Amber Lager[8]
- Nel 1993 con la Samuel Adams Double Bock, la medaglia di bronzo nella categoria Lager, Bock[8]
- Nel 1994 con la Samuel Adams Double Bock, la medaglia d'oro nella categoria Bock[9]
- Nel 1995 con la Samuel Adams Octoberfest, la medaglia di bronzo nella categoria Marzen/Oktoberfest[10]
- Nel 1995 con la Samuel Houston's Austin Lager, la medaglia d'argento nella categoria Vienna Lager[10]
- Nel 1996 con la Samuel Adams Double Bock, la medaglia di bronzo nella categoria Bock[11]
- Nel 1997 con la Samuel Adams Double Bock, la medaglia d'oro nella categoria Dopplebock[12]
- Nel 1997 con la Samuel Adams Octoberfest, la medaglia d'oro nella categoria Marzen/Oktoberfest[12]
- Nel 1997 con la Samuel Adams Triple Bock, la medaglia d'oro nella categoria Other Strong Ales[12]
- Nel 1998 con la Samuel Adams Boston Lager, la medaglia d'oro nella categoria Bohemian Style Pilsener[13]
- Nel 1998 con la Samuel Adams Double Bock, la medaglia di bronzo nella categoria Doppelbock[13]
- Nel 1998 con la Samuel Adams Cream Stout, la medaglia d'oro nella categoria Sweet Stout[13]
- Nel 1999 con la Samuel Adams Boston Lager, la medaglia d'argento nella categoria Bohemian Style Pilsener[14]
- Nel 2002 con la Samuel Adams Double Bock, la medaglia d'oro nella categoria Doppelbock[15]
- Nel 2004 con la Samuel Adams Millennium, la medaglia d'oro nella categoria Experimental Beer[16]
- Nel 2005 con la Samuel Adams Millennium, la medaglia d'oro nella categoria Experimental Beer[17]
- Nel 2005 con la Samuel Adams Double Bock, la medaglia d'oro nella categoria Strong Bock[17]
- Nel 2005 con la Samuel Adams Pale Ale, la medaglia di bronzo nella categoria Classic English Style Pale Ale[17]
- Nel 2006 con la Samuel Adams Utopias 2003, la medaglia di bronzo nella categoria Experimental Beer
- Nel 2006 con la Samuel Adams Octoberfest, la medaglia d'oro nella categoria Märzen/Oktoberfest
- Nel 2007 con la 'Samuel Adams Double Bock, la medaglia d'oro nella categoria Strong Bock

### World Beer Cup
Segue la lista dei premi vinti nel concorso internazionale World Beer Cup.
- Nel 1996 con la Samuel Adams Scotch Ale, la medaglia d'oro nella categoria Scottish-Style Ales[18]
- Nel 1998 con la Samuel Adams Boston Ale, la medaglia d'oro nella categoria Classic English-Style Pale Ale[19]
- Nel 1998 con la Samuel Adams Winter Lager, la medaglia di bronzo nella categoria Herb and Spice Beers[19]
- Nel 2000 con la Samuel Adams Octoberfest, la medaglia di bronzo nella categoria Märzen/Oktoberfest[20]
- Nel 2002 con la Samuel Adams Utopias, la medaglia d'oro nella categoria Experimental Beer[21]
- Nel 2004 con la Samuel Adams Chocolate Bock, la medaglia d'argento nella categoria Herb and Spice Beer[22]
- Nel 2004 con la Samuel Adams Millennium, la medaglia d'oro nella categoria Experimental Beer[22]
- Nel 2004 con la Samuel Adams Double Bock, la medaglia di bronzo nella categoria Strong Bock[22]
- Nel 2004 con la Samuel Adams Light, la medaglia di bronzo nella categoria Light Amber Lager[22]
- Nel 2004 con la Samuel Adams Weiss Bier, la medaglia di bronzo nella categoria Pale Wheat Ale[22]
- Nel 2006 con la Samuel Adams Utopias 2005, la medaglia di bronzo nella categoria Experimental Beer[23]
- Nel 2006 con la Samuel Adams Light, la medaglia di bronzo nella categoria Light Amber Lager[23]